# Christy Baron
Christy Baron is een Amerikaanse smooth jazz-zangeres en actrice.
Baron groeide op in Pittsburgh, Pennsylvania, en studeerde muziek aan Carnegie Mellon University. In 1984 verhuisde ze naar New York, waar ze piano speelde in jazzclubs. Ze zong tevens televisiecommercials in en acteerde. Ze trad bijvoorbeeld op in Les Misérables, op Broadway. Ze heeft verschillende albums opgenomen, die uitkwamen op Chesky Records.
Tijdens haar loopbaan heeft ze onder meer gewerkt met David Sanborn, Natalie Cole, Carly Simon en Dr. John.

## Discografie
- 1997 I Thought About You (Chesky)
- 2000 Steppin ' (Chesky)
- 2002 Take This Journey (Chesky)
- 2004 Retrospective ([1]